# Grafo lógico
Um Grafo Lógico é um tipo especial de estrutura da teoria dos grafos que Charles Sanders Peirce desenvolveu para a lógica.
Nos seus documentos sobre lógica quantitativa, grafos entitativos e grafos existenciais, Peirce desenvolveu várias versões de uns formalismos gráficos, ou linguagem formal grafo – teórica, designada para ser interpretada pela lógica.
Desde que Peirce iniciou esta linha de desenvolvimento, tem surgido uma série de sistemas formais os quais consistem na mesma base da estrutura da teoria dos grafos.
Este artigo examina as bases em comum desse sistema formal a partir de uma “visão de águia”.

## Ponto de vista abstrato
A “visão de águia” em questão é mais formalmente conhecida como a perspectiva de equivalência formal, da qual não se pode ver muita distinção significativa de um nível de abstração baixo.
Em particular, expressões de formalismos diferentes cujas estruturas sintáticas são isomorfismos do ponto de vista da álgebra ou da topologia não são reconhecidas como sendo diferentes um da outra em qualquer sentido.

## Introdução
Antes de mais nada, achamos por bem introduzir uma noção a duas transformações que serão utilizadas durante o texto, são elas:
```
o-----------------------------------------------------------o
| ` ` ` ` ` ` ` ` ` ` ` ` ` ` ` ` ` ` ` ` ` ` ` ` ` ` ` ` ` |
| ` ` ` ` ` ` ` `( ) ( )` ` ` = ` ` ` `( )` ` ` ` ` ` ` ` ` |
| ` ` ` ` ` ` ` ` ` ` ` ` ` ` ` ` ` ` ` ` ` ` ` ` ` ` ` ` ` |
o-----------------------------------------------------------o
| Denota a transformação de duas fórmulas em uma. ` ` ` ` ` |
o-----------------------------------------------------------o
```

```
o-----------------------------------------------------------o
| ` ` ` ` ` ` ` ` ` ` ` ` ` ` ` ` ` ` ` ` ` ` ` ` ` ` ` ` ` |
| ` ` ` ` ` ` ` ` (( )) ` ` ` = ` ` ` ` ` ` ` ` ` ` ` ` ` ` |
| ` ` ` ` ` ` ` ` ` ` ` ` ` ` ` ` ` ` ` ` ` ` ` ` ` ` ` ` ` |
o-----------------------------------------------------------o
| Denota a absorção das fórmulas. ` ` ` ` ` ` ` ` ` ` ` ` ` |
o-----------------------------------------------------------o
```

Podemos nos referir a tais transformação como axiomas.

## Dualidade, Lógica e Topológica
Há dois tipos de dualidade que devem ser vistos separadamente no uso de grafos lógicos, a dualidade lógica e a dualidade topológica.
Existe um caminho padrão que grafos da ordem que Peirce considerou, aqueles encaixados em uma variedade contínua, geralmente representada como uma folha de papel plana, pode ser representada em texto linear chamado parse strings ou traversal strings e representados por ponteiros na memória do computador.
Uma folha de papel em branco pode ser representada em texto linear por um espaço em branco, mas esse tipo de representação tende a ser confuso a menos que a expressão lógica em consideração seja colocada em um canto separado.
Por exemplo, considere o axioma desenhado em formato caixa logo abaixo:
```
` ` ` ` ` ` ` ` ` ` ` ` ` ` ` ` ` ` ` ` ` ` ` ` ` `
` ` ` ` ` o-----------o ` ` ` ` ` ` ` ` ` ` ` ` ` `
` ` ` ` ` | ` ` ` ` ` | ` ` ` ` ` ` ` ` ` ` ` ` ` `
` ` ` ` ` | o-------o | ` ` ` ` ` ` ` ` ` ` ` ` ` `
` ` ` ` ` | | ` ` ` | | ` ` ` ` ` ` ` ` ` ` ` ` ` `
` ` ` ` ` | | ` ` ` | | ` ` ` = ` ` ` ` ` ` ` ` ` `
` ` ` ` ` | | ` ` ` | | ` ` ` ` ` ` ` ` ` ` ` ` ` `
` ` ` ` ` | o-------o | ` ` ` ` ` ` ` ` ` ` ` ` ` `
` ` ` ` ` | ` ` ` ` ` | ` ` ` ` ` ` ` ` ` ` ` ` ` `
` ` ` ` ` o-----------o ` ` ` ` ` ` ` ` ` ` ` ` ` `
` ` ` ` ` ` ` ` ` ` ` ` ` ` ` ` ` ` ` ` ` ` ` ` ` `
```

Isso pode ser escrito em texto linear como “(( )) =”, ou como segue:
```
     (( )) =
```

Note que o sentido entre as duas representações foi mantido.
Quando representamos as expressões correspondentes na memória do computador, onde elas podem ser representadas com maior facilidade, começamos transformando os grafos planares em seus duais topológicos. As regiões planas dos grafos originais correspondem aos nós (ou pontos, representado aqui por um “o” interno) do grafo dual, e as divisas entre regiões planas no grafo original correspondem aos fios (ou linhas) entre os nós do grafo dual.
Por exemplo, sobrepondo o grafo dual correspondente ao grafo mostrado acima, obtemos a seguinte figura:
```
` ` ` ` ` ` ` ` ` ` ` ` ` ` ` ` ` ` ` ` ` ` ` ` ` `
` ` ` ` ` o-----------o ` ` ` ` ` ` ` ` ` ` ` ` ` `
` ` ` ` ` | ` ` ` ` ` | ` ` ` ` ` ` ` ` ` ` ` ` ` `
` ` ` ` ` | o-------o | ` ` ` ` ` ` ` ` ` ` ` ` ` `
` ` ` ` ` | | ` ` ` | | ` ` ` ` ` ` ` ` ` ` ` ` ` `
` ` ` ` ` | | ` o ` | | ` ` ` = ` ` ` ` ` ` ` ` ` `
` ` ` ` ` | | ` | ` | | ` ` ` ` ` ` ` ` ` ` ` ` ` `
` ` ` ` ` | o---|---o | ` ` ` ` ` ` ` ` ` ` ` ` ` `
` ` ` ` ` | ` ` o ` ` | ` ` ` ` ` ` ` ` ` ` ` ` ` `
` ` ` ` ` o-----|-----o ` ` ` ` ` ` ` ` ` ` ` ` ` `
` ` ` ` ` ` ` ` | ` ` ` ` ` ` ` ` ` ` ` ` ` ` ` ` `
` ` ` ` ` ` ` ` O ` ` ` ` ` ` = ` ` ` ` O ` ` ` ` `
` ` ` ` ` ` ` ` ` ` ` ` ` ` ` ` ` ` ` ` ` ` ` ` ` `
```

Podemos remover a região externa de forma a deixá-la representada pelo nó raiz do grafo dual (“o”).
Extraindo o grafo dual da sua matriz composta, obtemos a figura abaixo:
```
` ` ` ` ` ` ` ` ` ` ` ` ` ` ` ` ` ` ` ` ` ` ` ` ` `
` ` ` ` ` ` ` ` o ` ` ` ` ` ` ` ` ` ` ` ` ` ` ` ` `
` ` ` ` ` ` ` ` | ` ` ` ` ` ` ` ` ` ` ` ` ` ` ` ` `
` ` ` ` ` ` ` ` | ` ` ` ` ` ` ` ` ` ` ` ` ` ` ` ` `
` ` ` ` ` ` ` ` o ` ` ` ` ` ` ` ` ` ` ` ` ` ` ` ` `
` ` ` ` ` ` ` ` | ` ` ` ` ` ` ` ` ` ` ` ` ` ` ` ` `
` ` ` ` ` ` ` ` | ` ` ` ` ` ` ` ` ` ` ` ` ` ` ` ` `
` ` ` ` ` ` ` ` O ` ` ` ` ` = ` ` ` ` ` O ` ` ` ` `
` ` ` ` ` ` ` ` ` ` ` ` ` ` ` ` ` ` ` ` ` ` ` ` ` `
```

É fácil de ver o relacionamento entre as expressões dos grafos lógicos de Peirce e os grafos duais associados, os quais correspondem a um arraigado de nós formando um tipo de árvore.
No caso do nosso último exemplo, se refletirmos a cerca da figura seguinte, veremos que podemos pegar o parêntese correspondente começando da raiz da árvore, subindo pelo lado esquerdo da árvore até encontrar o topo, depois descendo pelo lado direito até voltar à raiz, enquanto isso lendo os símbolos, nesse caso em particular tanto “(” quanto “)”, que encontraremos no percurso.
```
o-----------------------------------------------------------o
| ` ` ` ` ` ` ` ` ` ` ` ` ` ` ` ` ` ` ` ` ` ` ` ` ` ` ` ` ` |
| ` ` ` ` ` ` ` ` ` o ` ` ` ` ` ` ` ` ` ` ` ` ` ` ` ` ` ` ` |
| ` ` ` ` ` ` ` ` ( | ) ` ` ` ` ` ` ` ` ` ` ` ` ` ` ` ` ` ` |
| ` ` ` ` ` ` ` ` ` o ` ` ` ` ` ` ` ` ` ` ` ` ` ` ` ` ` ` ` |
| ` ` ` ` ` ` ` ` ( | ) ` ` ` ` ` ` ` ` ` ` ` ` ` ` ` ` ` ` |
| ` ` ` ` ` ` ` ` ` O ` ` ` ` = ` ` ` ` O ` ` ` ` ` ` ` ` ` |
| ` ` ` ` ` ` ` ` ` ` ` ` ` ` ` ` ` ` ` ` ` ` ` ` ` ` ` ` ` |
o-----------------------------------------------------------o
| ` ` ` ` ` ` ` ` ` ` ` ` ` ` ` ` ` ` ` ` ` ` ` ` ` ` ` ` ` |
| ` ` ` ` ` ` ` ` (( )) ` ` ` = ` ` ` ` ` ` ` ` ` ` ` ` ` ` |
| ` ` ` ` ` ` ` ` ` ` ` ` ` ` ` ` ` ` ` ` ` ` ` ` ` ` ` ` ` |
o-----------------------------------------------------------o
```

Esse ritual é conhecido como percurso de árvore, e a string de fim de leitura é freqüentemente chamada string de percurso da árvore. O processo inverso, que passa da string para a árvore, é chamado análise da string, e a árvore construída, grafo analisado da string.
Tratamos até agora com alguns detalhes, várias formas do axioma que é formulado na forma de string como “(( )) =”. Por comparação, vamos lembrar das formas plana e dual do axioma que é formulado na forma de uma string como “( )( ) = ( )”.
Primeiro a forma plana:
```
` ` ` ` ` ` ` ` ` ` ` ` ` ` ` ` ` ` ` ` ` ` ` ` ` ` ` ` ` ` `
` ` ` o-------o ` ` ` o-------o ` ` ` ` ` ` ` o-------o ` ` `
` ` ` | ` ` ` | ` ` ` | ` ` ` | ` ` ` ` ` ` ` | ` ` ` | ` ` `
` ` ` | ` ` ` | ` ` ` | ` ` ` | ` ` ` = ` ` ` | ` ` ` | ` ` `
` ` ` | ` ` ` | ` ` ` | ` ` ` | ` ` ` ` ` ` ` | ` ` ` | ` ` `
` ` ` o-------o ` ` ` o-------o ` ` ` ` ` ` ` o-------o ` ` `
` ` ` ` ` ` ` ` ` ` ` ` ` ` ` ` ` ` ` ` ` ` ` ` ` ` ` ` ` ` `
```

A seguir a forma plana e dual sobrepostas:
```
` ` ` ` ` ` ` ` ` ` ` ` ` ` ` ` ` ` ` ` ` ` ` ` ` ` ` ` ` ` `
` ` ` o-------o ` ` ` o-------o ` ` ` ` ` ` ` o-------o ` ` `
` ` ` | ` ` ` | ` ` ` | ` ` ` | ` ` ` ` ` ` ` | ` ` ` | ` ` `
` ` ` | ` o ` | ` ` ` | ` o ` | ` ` ` = ` ` ` | ` o ` | ` ` `
` ` ` | ` `\` | ` ` ` | `/` ` | ` ` ` ` ` ` ` | ` | ` | ` ` `
` ` ` o-----\-o ` ` ` o-/-----o ` ` ` ` ` ` ` o---|---o ` ` `
` ` ` ` ` ` `\` ` ` ` `/` ` ` ` ` ` ` ` ` ` ` ` ` | ` ` ` ` `
` ` ` ` ` ` ` \ ` ` ` / ` ` ` ` ` ` ` ` ` ` ` ` ` | ` ` ` ` `
` ` ` ` ` ` ` `\` ` `/` ` ` ` ` ` ` ` ` ` ` ` ` ` | ` ` ` ` `
` ` ` ` ` ` ` ` \ ` / ` ` ` ` ` ` ` ` ` ` ` ` ` ` | ` ` ` ` `
` ` ` ` ` ` ` ` `\`/` ` ` ` ` ` ` ` ` ` ` ` ` ` ` | ` ` ` ` `
` ` ` ` ` ` ` ` ` O ` ` ` ` ` ` ` ` ` = ` ` ` ` ` O ` ` ` ` `
` ` ` ` ` ` ` ` ` ` ` ` ` ` ` ` ` ` ` ` ` ` ` ` ` ` ` ` ` ` `
```

E finalmente a forma dual:
```
` ` ` ` ` ` ` ` ` ` ` ` ` ` ` ` ` ` ` ` ` ` ` ` ` ` ` ` ` ` `
` ` ` ` ` o ` ` ` ` ` ` ` o ` ` ` ` ` ` ` ` ` ` ` o ` ` ` ` `
` ` ` ` ` `\` ` ` ` ` ` `/` ` ` ` ` ` ` ` ` ` ` ` | ` ` ` ` `
` ` ` ` ` ` \ ` ` ` ` ` / ` ` ` ` ` ` ` ` ` ` ` ` | ` ` ` ` `
` ` ` ` ` ` `\` ` ` ` `/` ` ` ` ` ` ` ` ` ` ` ` ` | ` ` ` ` `
` ` ` ` ` ` ` \ ` ` ` / ` ` ` ` ` ` ` ` ` ` ` ` ` | ` ` ` ` `
` ` ` ` ` ` ` `\` ` `/` ` ` ` ` ` ` ` ` ` ` ` ` ` | ` ` ` ` `
` ` ` ` ` ` ` ` \ ` / ` ` ` ` ` ` ` ` ` ` ` ` ` ` | ` ` ` ` `
` ` ` ` ` ` ` ` `\`/` ` ` ` ` ` ` ` ` ` ` ` ` ` ` | ` ` ` ` `
` ` ` ` ` ` ` ` ` O ` ` ` ` ` ` ` ` ` = ` ` ` ` ` O ` ` ` ` `
` ` ` ` ` ` ` ` ` ` ` ` ` ` ` ` ` ` ` ` ` ` ` ` ` ` ` ` ` ` `
```

Temos, a partir de agora, material suficiente para pensar sobre as formas da analogia, iconicidade, metáfora, morfismo, como queira chamar, que são pertinentes ao uso de grafos lógicos nas suas várias interpretações lógicas, por exemplo, aquelas que Peirce descreveu como grafos entitativos e grafos existenciais.

## Representação computacional
Ao analisarmos o grafo o qual nos detemos ate agora, podemos ver que ele nos leva um passo em direção aos grafos de ponteiros que são usados para construir árvores na memória do computador, no entanto, tais passos ainda se mostram abstratos para sugerimos com detalhes as estruturas de dados dinâmicas que nos são necessárias.
Nos em um grafo descrevem registros em memória de computador. Um registro é uma coleção de dados que pode ser considerados como residentes de um endereço especifico.
Um endereço pode ser considerado como um tipo de índice.
Como próximo nível, vamos representar um registro de nó como mostrado abaixo:
```
` ` ` ` ` ` ` ` ` ` ` ` ` ` ` ` ` ` ` ` ` ` ` ` ` ` ` ` ` ` `
` ` ` ` ` o-----------------------------o ` ` ` ` ` ` ` ` ` `
` ` ` ` ` | dado_1   dado_2  dado_3 ... | ` ` ` ` ` ` ` ` ` `
` ` ` ` ` o-----------------------------o ` ` ` ` ` ` ` ` ` `
` ` ` ` ` ^ ` ` ` ` ` ` ` ` ` ` ` ` ` ` ` ` ` ` ` ` ` ` ` ` `
` ` ` ` ` | endereço_0  ` ` ` ` ` ` ` ` ` ` ` ` ` ` ` ` ` ` `
` ` ` ` ` | ` ` ` ` ` ` ` ` ` ` ` ` ` ` ` ` ` ` ` ` ` ` ` ` `
` ` ` ` ` ` ` ` ` ` ` ` ` ` ` ` ` ` ` ` ` ` ` ` ` ` ` ` ` ` `
```

Isso descreve a circunstância na qual endereço_0 é o endereço do registro em questão o qual contém os seguintes dados:
dado_1, dado_2, dado_3 e assim por diante.
O que torna possível a representação de estruturas grafo - teóricas como estruturas de dados em memória é o fato de que um endereço é apenas mais um dado, sendo assim podemos ter a seguinte circunstância:
```
` ` ` ` ` ` ` ` ` ` ` ` ` ` ` ` ` ` ` ` ` ` ` ` ` ` ` ` ` ` `
` ` ` ` ` ` ` ` ` ` ` ` ` ` ` ` o-----o o-----o ` ` ` ` ` ` `
` ` ` ` ` ` ` ` ` ` ` ` ` ` ` ` | ... | | ... | ` ` ` ` ` ` `
` ` ` ` ` ` ` ` ` ` ` ` ` ` ` ` o-----o o-----o ` ` ` ` ` ` `
` ` ` ` ` ` ` ` ` ` ` ` ` ` ` ` ^ ` ` ` ^ ` ` ` ` ` ` ` ` ` `
` ` ` ` ` o---------------------|-------|-----------o ` ` ` `
` ` ` `   | dado_1 dado_2... endereço_1 endereço_2 .| ` ` ` `
` ` ` ` ` o-----------------------------------------o ` ` ` `
` ` ` ` ` ^ ` ` ` ` ` ` ` ` ` ` ` ` ` ` ` ` ` ` ` ` ` ` ` ` `
` ` ` ` ` | endereço_0  ` ` ` ` ` ` ` ` ` ` ` ` ` ` ` ` ` ` `
` ` ` ` ` | ` ` ` ` ` ` ` ` ` ` ` ` ` ` ` ` ` ` ` ` ` ` ` ` `
` ` ` ` ` ` ` ` ` ` ` ` ` ` ` ` ` ` ` ` ` ` ` ` ` ` ` ` ` ` `
```

De volta ao nível abstrato, nos temos três nos para representar os três dados registrados com um nó raiz conectando os dois outros nos.
```
` ` ` ` ` ` ` ` ` ` ` ` ` ` ` ` ` ` ` ` ` ` ` ` ` ` ` ` ` ` `
` ` ` ` ` o ` o ` ` ` ` ` ` ` ` ` ` ` ` ` ` ` ` ` ` ` ` ` ` `
` ` ` ` ` | `/` ` ` ` ` ` ` ` ` ` ` ` ` ` ` ` ` ` ` ` ` ` ` `
` ` ` ` ` | / ` ` ` ` ` ` ` ` ` ` ` ` ` ` ` ` ` ` ` ` ` ` ` `
` ` ` ` ` |/` ` ` ` ` ` ` ` ` ` ` ` ` ` ` ` ` ` ` ` ` ` ` ` `
` ` ` ` ` O dado_1 dado_2 ... ` ` ` ` ` ` ` ` ` ` ` ` ` ` ` `
` ` ` ` ` ` ` ` ` ` ` ` ` ` ` ` ` ` ` ` ` ` ` ` ` ` ` ` ` ` `
` ` ` ` ` ` ` ` ` ` ` ` ` ` ` ` ` ` ` ` ` ` ` ` ` ` ` ` ` ` `
```

Note que, com árvore arraigadas como esta, inserir as setas se torna opcional, desde que, se torna evidente o caminho único entre as extremidades da árvore.

## Uma rápida excursão pela vizinhança
A preparação que tivemos nos permite apresentar os dois axiomas básicos do grafo lógico, mostrados abaixo na forma de grafo e de string, acompanhados com nomes sugestivos para se referir as duas diferentes direções de aplicação dos axiomas.
```
o-----------------------------------------------------------o
| ` ` ` ` ` ` ` ` ` ` ` ` ` ` ` ` ` ` ` ` ` ` ` ` ` ` ` ` ` |
| ` ` ` ` ` ` ` ` o ` o ` ` ` ` ` ` ` ` o ` ` ` ` ` ` ` ` ` |
| ` ` ` ` ` ` ` ` `\ /` ` ` ` ` ` ` ` ` | ` ` ` ` ` ` ` ` ` |
| ` ` ` ` ` ` ` ` ` O ` ` ` ` = ` ` ` ` O ` ` ` ` ` ` ` ` ` |
| ` ` ` ` ` ` ` ` ` ` ` ` ` ` ` ` ` ` ` ` ` ` ` ` ` ` ` ` ` |
o-----------------------------------------------------------o
| ` ` ` ` ` ` ` ` ` ` ` ` ` ` ` ` ` ` ` ` ` ` ` ` ` ` ` ` ` |
| ` ` ` ` ` ` ` `( ) ( )` ` ` = ` ` ` `( )` ` ` ` ` ` ` ` ` |
| ` ` ` ` ` ` ` ` ` ` ` ` ` ` ` ` ` ` ` ` ` ` ` ` ` ` ` ` ` |
o-----------------------------------------------------------o
| Axioma I_1.` ` Expandir <--- | ---> Contrair ` ` ` ` ` `  |
o-----------------------------------------------------------o
```

```
o-----------------------------------------------------------o
| ` ` ` ` ` ` ` ` ` ` ` ` ` ` ` ` ` ` ` ` ` ` ` ` ` ` ` ` ` |
| ` ` ` ` ` ` ` ` ` o ` ` ` ` ` ` ` ` ` ` ` ` ` ` ` ` ` ` ` |
| ` ` ` ` ` ` ` ` ` | ` ` ` ` ` ` ` ` ` ` ` ` ` ` ` ` ` ` ` |
| ` ` ` ` ` ` ` ` ` o ` ` ` ` ` ` ` ` ` ` ` ` ` ` ` ` ` ` ` |
| ` ` ` ` ` ` ` ` ` | ` ` ` ` ` ` ` ` ` ` ` ` ` ` ` ` ` ` ` |
| ` ` ` ` ` ` ` ` ` O ` ` ` ` = ` ` ` ` O ` ` ` ` ` ` ` ` ` |
| ` ` ` ` ` ` ` ` ` ` ` ` ` ` ` ` ` ` ` ` ` ` ` ` ` ` ` ` ` |
o-----------------------------------------------------------o
| ` ` ` ` ` ` ` ` ` ` ` ` ` ` ` ` ` ` ` ` ` ` ` ` ` ` ` ` ` |
| ` ` ` ` ` ` ` ` (( )) ` ` ` = ` ` ` ` ` ` ` ` ` ` ` ` ` ` |
| ` ` ` ` ` ` ` ` ` ` ` ` ` ` ` ` ` ` ` ` ` ` ` ` ` ` ` ` ` |
o-----------------------------------------------------------o
| Axioma I_2.` ` ` Desdobrar <--- | ---> Redobrar ` ` ` ` ` |
o-----------------------------------------------------------o
```

### Aritmética primaria como sistema sematológico
Embora não pareça muito interessante, logicamente falando, existem varias boas razões para se familiarizar com o sistema de formas, que é representado indiferentemente, topologicamente falando, por árvores arraigadas, por strings bem formuladas de parênteses, e por conjuntos finitos de curvas simples fechadas que não se intersectam no plano.
- Uma ração que nos da um exemplo considerável é o fato de trabalharmos com um infinidade contável de sinais
- Outra razão é que nos é permitido estudar uma forma simples de computação a qual e conhecida como uma espécie de processo sematológico.

Esse espaço de formas, juntamente com os dois axiomas que induzem sua divisão em exatamente duas classes de equivalência, é o que George Spencer Brown chamou de aritmética primária.
Segue abaixo os axiomas da aritmética primária:
```
o-----------------------------------------------------------o
| ` ` ` ` ` ` ` ` ` ` ` ` ` ` ` ` ` ` ` ` ` ` ` ` ` ` ` ` ` |
| ` ` ` ` ` ` ` ` o ` o ` ` ` ` ` ` ` ` o ` ` ` ` ` ` ` ` ` |
| ` ` ` ` ` ` ` ` `\ /` ` ` ` ` ` ` ` ` | ` ` ` ` ` ` ` ` ` |
| ` ` ` ` ` ` ` ` ` O ` ` ` ` = ` ` ` ` O ` ` ` ` ` ` ` ` ` |
| ` ` ` ` ` ` ` ` ` ` ` ` ` ` ` ` ` ` ` ` ` ` ` ` ` ` ` ` ` |
o-----------------------------------------------------------o
| ` ` ` ` ` ` ` ` ` ` ` ` ` ` ` ` ` ` ` ` ` ` ` ` ` ` ` ` ` |
| ` ` ` ` ` ` ` `( ) ( )` ` ` = ` ` ` `( )` ` ` ` ` ` ` ` ` |
| ` ` ` ` ` ` ` ` ` ` ` ` ` ` ` ` ` ` ` ` ` ` ` ` ` ` ` ` ` |
o-----------------------------------------------------------o
| Axioma I_1.` ` Expandir <--- | ---> Contrair ` ` ` ` ` `  |
o-----------------------------------------------------------o
```

```
o-----------------------------------------------------------o
| ` ` ` ` ` ` ` ` ` ` ` ` ` ` ` ` ` ` ` ` ` ` ` ` ` ` ` ` ` |
| ` ` ` ` ` ` ` ` ` o ` ` ` ` ` ` ` ` ` ` ` ` ` ` ` ` ` ` ` |
| ` ` ` ` ` ` ` ` ` | ` ` ` ` ` ` ` ` ` ` ` ` ` ` ` ` ` ` ` |
| ` ` ` ` ` ` ` ` ` o ` ` ` ` ` ` ` ` ` ` ` ` ` ` ` ` ` ` ` |
| ` ` ` ` ` ` ` ` ` | ` ` ` ` ` ` ` ` ` ` ` ` ` ` ` ` ` ` ` |
| ` ` ` ` ` ` ` ` ` O ` ` ` ` = ` ` ` ` O ` ` ` ` ` ` ` ` ` |
| ` ` ` ` ` ` ` ` ` ` ` ` ` ` ` ` ` ` ` ` ` ` ` ` ` ` ` ` ` |
o-----------------------------------------------------------o
| ` ` ` ` ` ` ` ` ` ` ` ` ` ` ` ` ` ` ` ` ` ` ` ` ` ` ` ` ` |
| ` ` ` ` ` ` ` ` (( )) ` ` ` = ` ` ` ` ` ` ` ` ` ` ` ` ` ` |
| ` ` ` ` ` ` ` ` ` ` ` ` ` ` ` ` ` ` ` ` ` ` ` ` ` ` ` ` ` |
o-----------------------------------------------------------o
| Axioma I_2.` ` ` Desdobrar <--- | ---> Redobrar ` ` ` ` ` |
o-----------------------------------------------------------o
```

Pegando S para ser um conjunto de árvores com raiz e S0 para ser o conjunto que contém o nó raiz e a extremidade arraigada como seus únicos dois elementos, de forma resumida, S = {árvores arraigada} e S0 = {O, |}, simples intuição, ou uma simples prova indutiva, irá nos assegurar de que qualquer árvore arraigada pode ser reduzida por meio dos axiomas da aritmética primária a um nó raiz “O” ou senão a uma extremidade “|”.
Por exemplo, considere a seguinte redução:
```
o-----------------------------------------------------------o
| ` ` ` ` ` ` ` ` ` ` ` ` ` ` ` ` ` ` ` ` ` ` ` ` ` ` ` ` ` |
| ` ` ` ` ` ` ` ` ` ` ` ` o o o ` ` ` ` ` ` ` ` ` ` ` ` ` ` |
| ` ` ` ` ` ` ` ` ` ` ` ` `\| | ` ` ` ` ` ` ` ` ` ` ` ` ` ` |
| ` ` ` ` ` ` ` ` ` ` ` ` ` o o o ` ` ` ` ` ` ` ` ` ` ` ` ` |
| ` ` ` ` ` ` ` ` ` ` ` ` ` `\|/` ` ` ` ` ` ` ` ` ` ` ` ` ` |
| ` ` ` ` ` ` ` ` ` ` ` ` ` ` O ` ` ` ` ` ` ` ` ` ` ` ` ` ` |
| ` ` ` ` ` ` ` ` ` ` ` ` ` ` ` ` ` ` ` ` ` ` ` ` ` ` ` ` ` |
o===========================================================o
| ` ` ` ` ` ` ` ` ` ` ` ` ` ` ` ` ` ` ` ` ` ` ` ` ` ` ` ` ` |
| ` ` ` ` ` ` ` ` ` ` ` ` ` o o ` ` ` ` ` ` ` ` ` ` ` ` ` ` |
| ` ` ` ` ` ` ` ` ` ` ` ` ` | | ` ` ` ` ` ` ` ` ` ` ` ` ` ` |
| ` ` ` ` ` ` ` ` ` ` ` ` ` o o o ` ` ` ` ` ` ` ` ` ` ` ` ` |
| ` ` ` ` ` ` ` ` ` ` ` ` ` `\|/` ` ` ` ` ` ` ` ` ` ` ` ` ` |
| ` ` ` ` ` ` ` ` ` ` ` ` ` ` O ` ` ` ` ` ` ` ` ` ` ` ` ` ` |
| ` ` ` ` ` ` ` ` ` ` ` ` ` ` ` ` ` ` ` ` ` ` ` ` ` ` ` ` ` |
o===========================================================o
| ` ` ` ` ` ` ` ` ` ` ` ` ` ` ` ` ` ` ` ` ` ` ` ` ` ` ` ` ` |
| ` ` ` ` ` ` ` ` ` ` ` ` ` ` o ` ` ` ` ` ` ` ` ` ` ` ` ` ` |
| ` ` ` ` ` ` ` ` ` ` ` ` ` ` | ` ` ` ` ` ` ` ` ` ` ` ` ` ` |
| ` ` ` ` ` ` ` ` ` ` ` ` ` ` o o ` ` ` ` ` ` ` ` ` ` ` ` ` |
| ` ` ` ` ` ` ` ` ` ` ` ` ` ` |/` ` ` ` ` ` ` ` ` ` ` ` ` ` |
| ` ` ` ` ` ` ` ` ` ` ` ` ` ` O ` ` ` ` ` ` ` ` ` ` ` ` ` ` |
| ` ` ` ` ` ` ` ` ` ` ` ` ` ` ` ` ` ` ` ` ` ` ` ` ` ` ` ` ` |
o===========================================================o
| ` ` ` ` ` ` ` ` ` ` ` ` ` ` ` ` ` ` ` ` ` ` ` ` ` ` ` ` ` |
| ` ` ` ` ` ` ` ` ` ` ` ` ` ` ` o ` ` ` ` ` ` ` ` ` ` ` ` ` |
| ` ` ` ` ` ` ` ` ` ` ` ` ` ` `/` ` ` ` ` ` ` ` ` ` ` ` ` ` |
| ` ` ` ` ` ` ` ` ` ` ` ` ` ` O ` ` ` ` ` ` ` ` ` ` ` ` ` ` |
| ` ` ` ` ` ` ` ` ` ` ` ` ` ` ` ` ` ` ` ` ` ` ` ` ` ` ` ` ` |
o-----------------------------------------------------------o
```

Considerado como processo sematológico, isso nos leva a uma seqüência de sinais, cada um depois do primeiro sendo a interpretação do anterior, terminando em sinal que podemos considerar como sinal canônico para seu objeto, no fim, um resultado de processo computacional, especificamente um processo sematológico, que procede de um sinal obscuro para um mais claro do mesmo objeto.

### Álgebra primária como cálculo padrão
A experiência ensina que os objetos complexos estão aproximados melhor em uma forma gradual, laminar, modular, uma etapa, uma camada, uma parte de cada vez, e é tanto quanto justo o caso quando a complexidade do objeto é irredutível, isto é, quando as articulações da representação estão necessariamente nas junções que se desconectam da natureza, com algum conjunto requerido na integridade sintética da intuição. Aquela é uma razão boa para gastar tanto o tempo na primeira metade da lógica da ordem do zeroth, representada aqui pela aritmética preliminar, de um nível da estrutura formal que C.S. Peirce intuitivamente em pontos numerosos e os tempos em seus trabalhos em gráficos lógicos, e que o Spencer-Brown nomeou e trouxe mais completamente à vida. Houver outra uma razão para ficar por muito mais tempo nestas florestas primitivas, e este é que um conhecimento com “as árvores desencapadas”, aqueles unadorned até agora com etiquetas literais ou numéricas, fornecerá uma base da empresa compreendendo o que está realmente na edição em problematics como “o status ontological das variáveis”. É provavelmente o mais melhor ilustrar este tema no ajuste de um caso concreto, que nós possamos fazer revisitando o exemplo precedente da avaliação reductive:
```
o-----------------------------------------------------------o
| ` ` ` ` ` ` ` ` ` ` ` ` ` ` ` ` ` ` ` ` ` ` ` ` ` ` ` ` ` |
| ` ` ` ` ` ` ` ` ` ` ` ` o o o ` ` ` ` ` ` ` ` ` ` ` ` ` ` |
| ` ` ` ` ` ` ` ` ` ` ` ` `\| | ` ` ` ` ` ` ` ` ` ` ` ` ` ` |
| ` ` ` ` ` ` ` ` ` ` ` ` ` o o o ` ` ` ` ` ` ` ` ` ` ` ` ` |
| ` ` ` ` ` ` ` ` ` ` ` ` ` `\|/` ` ` ` ` ` ` ` ` ` ` ` ` ` |
| ` ` ` ` ` ` ` ` ` ` ` ` ` ` O ` ` ` ` ` ` ` ` ` ` ` ` ` ` |
| ` ` ` ` ` ` ` ` ` ` ` ` ` ` ` ` ` ` ` ` ` ` ` ` ` ` ` ` ` |
o===========================================================o
| ` ` ` ` ` ` ` ` ` ` ` ` ` ` ` ` ` ` ` ` ` ` ` ` ` ` ` ` ` |
| ` ` ` ` ` ` ` ` ` ` ` ` ` o o ` ` ` ` ` ` ` ` ` ` ` ` ` ` |
| ` ` ` ` ` ` ` ` ` ` ` ` ` | | ` ` ` ` ` ` ` ` ` ` ` ` ` ` |
| ` ` ` ` ` ` ` ` ` ` ` ` ` o o o ` ` ` ` ` ` ` ` ` ` ` ` ` |
| ` ` ` ` ` ` ` ` ` ` ` ` ` `\|/` ` ` ` ` ` ` ` ` ` ` ` ` ` |
| ` ` ` ` ` ` ` ` ` ` ` ` ` ` O ` ` ` ` ` ` ` ` ` ` ` ` ` ` |
| ` ` ` ` ` ` ` ` ` ` ` ` ` ` ` ` ` ` ` ` ` ` ` ` ` ` ` ` ` |
o===========================================================o
| ` ` ` ` ` ` ` ` ` ` ` ` ` ` ` ` ` ` ` ` ` ` ` ` ` ` ` ` ` |
| ` ` ` ` ` ` ` ` ` ` ` ` ` ` o ` ` ` ` ` ` ` ` ` ` ` ` ` ` |
| ` ` ` ` ` ` ` ` ` ` ` ` ` ` | ` ` ` ` ` ` ` ` ` ` ` ` ` ` |
| ` ` ` ` ` ` ` ` ` ` ` ` ` ` o o ` ` ` ` ` ` ` ` ` ` ` ` ` |
| ` ` ` ` ` ` ` ` ` ` ` ` ` ` |/` ` ` ` ` ` ` ` ` ` ` ` ` ` |
| ` ` ` ` ` ` ` ` ` ` ` ` ` ` O ` ` ` ` ` ` ` ` ` ` ` ` ` ` |
| ` ` ` ` ` ` ` ` ` ` ` ` ` ` ` ` ` ` ` ` ` ` ` ` ` ` ` ` ` |
o===========================================================o
| ` ` ` ` ` ` ` ` ` ` ` ` ` ` ` ` ` ` ` ` ` ` ` ` ` ` ` ` ` |
| ` ` ` ` ` ` ` ` ` ` ` ` ` ` ` o ` ` ` ` ` ` ` ` ` ` ` ` ` |
| ` ` ` ` ` ` ` ` ` ` ` ` ` ` `/` ` ` ` ` ` ` ` ` ` ` ` ` ` |
| ` ` ` ` ` ` ` ` ` ` ` ` ` ` O ` ` ` ` ` ` ` ` ` ` ` ` ` ` |
| ` ` ` ` ` ` ` ` ` ` ` ` ` ` ` ` ` ` ` ` ` ` ` ` ` ` ` ` ` |
o-----------------------------------------------------------o
```

Toda a observação de diversos semioses aproximadamente desta forma conduzirá o mais provavelmente a um observador com toda a facilidade observativa que quer que observar que não importa realmente que ordem das filiais acontecem ao broto do lado da raiz com exceção da borda solitária que cresce também lá - a extremidade será uma. Nosso observador pode pensar para sumariar os resultados de muitas tais observações introduzindo uma etiqueta ou uma variável para significar toda a forma da filial o que quer que, escrevendo algo gostam do seguinte:
```
o-----------------------------------------------------------o
| ` ` ` ` ` ` ` ` ` ` ` ` ` ` ` ` ` ` ` ` ` ` ` ` ` ` ` ` ` |
| ` ` ` ` ` ` ` ` ` ` ` ` ` ` ` o ` ` ` ` ` ` ` ` ` ` ` ` ` |
| ` ` ` ` ` ` ` ` ` ` ` ` ` `a`/` ` ` ` ` ` ` ` ` ` ` ` ` ` |
| ` ` ` ` ` ` ` ` ` ` ` ` ` ` O ` ` ` ` ` ` ` ` ` ` ` ` ` ` |
| ` ` ` ` ` ` ` ` ` ` ` ` ` ` ` ` ` ` ` ` ` ` ` ` ` ` ` ` ` |
o===========================================================o
| ` ` ` ` ` ` ` ` ` ` ` ` ` ` ` ` ` ` ` ` ` ` ` ` ` ` ` ` ` |
| ` ` ` ` ` ` ` ` ` ` ` ` ` ` ` o ` ` ` ` ` ` ` ` ` ` ` ` ` |
| ` ` ` ` ` ` ` ` ` ` ` ` ` ` `/` ` ` ` ` ` ` ` ` ` ` ` ` ` |
| ` ` ` ` ` ` ` ` ` ` ` ` ` ` O ` ` ` ` ` ` ` ` ` ` ` ` ` ` |
| ` ` ` ` ` ` ` ` ` ` ` ` ` ` ` ` ` ` ` ` ` ` ` ` ` ` ` ` ` |
o-----------------------------------------------------------o
```

As observações como aquela, feita sobre uma aritmética de toda a variedade, germinada por seus sumarizadores, são a raiz de toda a álgebra. Discurso da álgebra, e encontrando já um exemplo de uma lei algébrica, nós podemos também introduzir os axiomas do  preliminar da álgebra do , uma vez outra vez derivando sua substância e seu nome dos trabalhos de Sanders Peirce de Charles e George Spencer Brown, respectivamente.
```
o-----------------------------------------------------------o
| ` ` ` ` ` ` ` ` ` ` ` ` ` ` ` ` ` ` ` ` ` ` ` ` ` ` ` ` ` |
| ` ` ` ` ` ` ` ` a o ` ` ` ` ` ` ` ` ` o ` ` ` ` ` ` ` ` ` |
| ` ` ` ` ` ` ` ` ` | ` ` ` ` ` ` ` ` ` | ` ` ` ` ` ` ` ` ` |
| ` ` ` ` ` ` ` ` a O ` ` ` ` = ` ` ` ` O ` ` ` ` ` ` ` ` ` |
| ` ` ` ` ` ` ` ` ` ` ` ` ` ` ` ` ` ` ` ` ` ` ` ` ` ` ` ` ` |
o-----------------------------------------------------------o
| ` ` ` ` ` ` ` ` ` ` ` ` ` ` ` ` ` ` ` ` ` ` ` ` ` ` ` ` ` |
| ` ` ` ` ` ` ` ` a(a)` ` ` ` = ` ` ` `( )` ` ` ` ` ` ` ` ` |
| ` ` ` ` ` ` ` ` ` ` ` ` ` ` ` ` ` ` ` ` ` ` ` ` ` ` ` ` ` |
o-----------------------------------------------------------o
| Axioma J_1. ` ` ` Inserir <--- | ---> Apagar  ` ` ` ` ` ` |
o-----------------------------------------------------------o
```

```
o-----------------------------------------------------------o
| ` ` ` ` ` ` ` ` ` ` ` ` ` ` ` ` ` ` ` ` ` ` ` ` ` ` ` ` ` |
| ` ` ` ` ` ` ` `ab ` ac` ` ` ` ` ` ` b ` c ` ` ` ` ` ` ` ` |
| ` ` ` ` ` ` ` ` o ` o ` ` ` ` ` ` ` o ` o ` ` ` ` ` ` ` ` |
| ` ` ` ` ` ` ` ` `\ /` ` ` ` ` ` ` ` `\ /` ` ` ` ` ` ` ` ` |
| ` ` ` ` ` ` ` ` ` o ` ` ` ` ` ` ` ` ` o ` ` ` ` ` ` ` ` ` |
| ` ` ` ` ` ` ` ` ` | ` ` ` ` ` ` ` ` ` | ` ` ` ` ` ` ` ` ` |
| ` ` ` ` ` ` ` ` ` O ` ` ` ` = ` ` ` a O ` ` ` ` ` ` ` ` ` |
| ` ` ` ` ` ` ` ` ` ` ` ` ` ` ` ` ` ` ` ` ` ` ` ` ` ` ` ` ` |
o-----------------------------------------------------------o
| ` ` ` ` ` ` ` ` ` ` ` ` ` ` ` ` ` ` ` ` ` ` ` ` ` ` ` ` ` |
| ` ` ` ` ` ` `((ab)(ac)) ` ` = ` ` a((b)(c)) ` ` ` ` ` ` ` |
| ` ` ` ` ` ` ` ` ` ` ` ` ` ` ` ` ` ` ` ` ` ` ` ` ` ` ` ` ` |
o-----------------------------------------------------------o
| Axioma J_2. ` Distribuir <--- | ---> Coletar` ` ` ` ` ` ` |
o-----------------------------------------------------------o
```

A escolha dos axiomas para todo o sistema formal é a algum grau uma matéria do aestetica, porque é geralmente o caso que muitas seleções diferentes de réguas formais servirão como axiomas derivar todo o descanso como teoremas. Enquanto acontece, o exemplo de uma lei algébrica que nós observemos primeiramente,  um  () = (), tão simples quanto ele parece, prova ser provável como um teorema nas terras dos axiomas antecedentes. Nós podemos também observar neste momento uma diferença sutil entre a aritmética preliminar e a álgebra preliminar com respeito às terras da justificação que nós temos naturalmente se adotado para seus jogos respectivos dos axiomas. Os axiomas aritméticos foram introduzidos pelo fiat, na forma de a quasi- a priori, embora naturalmente é somente experiência prévia longa com os usos práticos de gerações comparável desenvolvidas dos sistemas formais que nos induziriam realmente a um movimento quasi-primal. Os axiomas algébricos, no contraste, podem ser vistos para derivar seu motriz e sua justiça da observação e do sumarização dos testes padrões que são visíveis no spectrum aritmético.

## Desenvolvimento formal
Tudo que precedeu esse ponto foi uma introdução informal aos axiomas da aritmética primária e álgebra primária, e com esperança fornece ao leitor um senso intuitivo de suas motivações e raciocínio.
O próximo passo é fornecer a forma exata dos axiomas que são usados no seguinte desenvolvimento mais formal, transformando os vários sistemas de grafos lógicos de Peirce através das Leis da Forma de Spencer-Brown (LOF – Laws of Form).
Em provas formais, uma variação do esquema de notação para LOF será usado para marcar cada passo da prova de acordo com o axioma invocado para justificar o passo correspondente da transformação sintática, isto se aplica aos grafos e strings.

### Axiomas
Os axiomas são apenas quatro, divididos nas iniciais aritméticos I_1 e I_2, e nas iniciais algébricas J_1 e J_2.
```
o-----------------------------------------------------------o
| ` ` ` ` ` ` ` ` ` ` ` ` ` ` ` ` ` ` ` ` ` ` ` ` ` ` ` ` ` |
| ` ` ` ` ` ` ` ` o ` o ` ` ` ` ` ` ` ` o ` ` ` ` ` ` ` ` ` |
| ` ` ` ` ` ` ` ` `\ /` ` ` ` ` ` ` ` ` | ` ` ` ` ` ` ` ` ` |
| ` ` ` ` ` ` ` ` ` O ` ` ` ` = ` ` ` ` O ` ` ` ` ` ` ` ` ` |
| ` ` ` ` ` ` ` ` ` ` ` ` ` ` ` ` ` ` ` ` ` ` ` ` ` ` ` ` ` |
o-----------------------------------------------------------o
| ` ` ` ` ` ` ` ` ` ` ` ` ` ` ` ` ` ` ` ` ` ` ` ` ` ` ` ` ` |
| ` ` ` ` ` ` ` `( ) ( )` ` ` = ` ` ` `( )` ` ` ` ` ` ` ` ` |
| ` ` ` ` ` ` ` ` ` ` ` ` ` ` ` ` ` ` ` ` ` ` ` ` ` ` ` ` ` |
o-----------------------------------------------------------o
| Axioma I_1.` ` Expandir <--- | ---> Contrair` ` ` ` ` ` ` |
o-----------------------------------------------------------o
```

```
o-----------------------------------------------------------o
| ` ` ` ` ` ` ` ` ` ` ` ` ` ` ` ` ` ` ` ` ` ` ` ` ` ` ` ` ` |
| ` ` ` ` ` ` ` ` ` o ` ` ` ` ` ` ` ` ` ` ` ` ` ` ` ` ` ` ` |
| ` ` ` ` ` ` ` ` ` | ` ` ` ` ` ` ` ` ` ` ` ` ` ` ` ` ` ` ` |
| ` ` ` ` ` ` ` ` ` o ` ` ` ` ` ` ` ` ` ` ` ` ` ` ` ` ` ` ` |
| ` ` ` ` ` ` ` ` ` | ` ` ` ` ` ` ` ` ` ` ` ` ` ` ` ` ` ` ` |
| ` ` ` ` ` ` ` ` ` O ` ` ` ` = ` ` ` ` O ` ` ` ` ` ` ` ` ` |
| ` ` ` ` ` ` ` ` ` ` ` ` ` ` ` ` ` ` ` ` ` ` ` ` ` ` ` ` ` |
o-----------------------------------------------------------o
| ` ` ` ` ` ` ` ` ` ` ` ` ` ` ` ` ` ` ` ` ` ` ` ` ` ` ` ` ` |
| ` ` ` ` ` ` ` ` (( )) ` ` ` = ` ` ` ` ` ` ` ` ` ` ` ` ` ` |
| ` ` ` ` ` ` ` ` ` ` ` ` ` ` ` ` ` ` ` ` ` ` ` ` ` ` ` ` ` |
o-----------------------------------------------------------o
| Axioma I_2.` ` ` Desdobrar <--- | ---> Redobrar ` ` ` ` ` |
o-----------------------------------------------------------o
```

```
o-----------------------------------------------------------o
| ` ` ` ` ` ` ` ` ` ` ` ` ` ` ` ` ` ` ` ` ` ` ` ` ` ` ` ` ` |
| ` ` ` ` ` ` ` ` a o ` ` ` ` ` ` ` ` ` o ` ` ` ` ` ` ` ` ` |
| ` ` ` ` ` ` ` ` ` | ` ` ` ` ` ` ` ` ` | ` ` ` ` ` ` ` ` ` |
| ` ` ` ` ` ` ` ` a O ` ` ` ` = ` ` ` ` O ` ` ` ` ` ` ` ` ` |
| ` ` ` ` ` ` ` ` ` ` ` ` ` ` ` ` ` ` ` ` ` ` ` ` ` ` ` ` ` |
o-----------------------------------------------------------o
| ` ` ` ` ` ` ` ` ` ` ` ` ` ` ` ` ` ` ` ` ` ` ` ` ` ` ` ` ` |
| ` ` ` ` ` ` ` ` a(a)` ` ` ` = ` ` ` `( )` ` ` ` ` ` ` ` ` |
| ` ` ` ` ` ` ` ` ` ` ` ` ` ` ` ` ` ` ` ` ` ` ` ` ` ` ` ` ` |
o-----------------------------------------------------------o
| Axioma J_1.` ` ` Inserir <--- | ---> Apagar ` ` ` ` ` ` ` |
o-----------------------------------------------------------o
```

```
o-----------------------------------------------------------o
| ` ` ` ` ` ` ` ` ` ` ` ` ` ` ` ` ` ` ` ` ` ` ` ` ` ` ` ` ` |
| ` ` ` ` ` ` ` `ab ` ac` ` ` ` ` ` ` b ` c ` ` ` ` ` ` ` ` |
| ` ` ` ` ` ` ` ` o ` o ` ` ` ` ` ` ` o ` o ` ` ` ` ` ` ` ` |
| ` ` ` ` ` ` ` ` `\ /` ` ` ` ` ` ` ` `\ /` ` ` ` ` ` ` ` ` |
| ` ` ` ` ` ` ` ` ` o ` ` ` ` ` ` ` ` ` o ` ` ` ` ` ` ` ` ` |
| ` ` ` ` ` ` ` ` ` | ` ` ` ` ` ` ` ` ` | ` ` ` ` ` ` ` ` ` |
| ` ` ` ` ` ` ` ` ` O ` ` ` ` = ` ` ` a O ` ` ` ` ` ` ` ` ` |
| ` ` ` ` ` ` ` ` ` ` ` ` ` ` ` ` ` ` ` ` ` ` ` ` ` ` ` ` ` |
o-----------------------------------------------------------o
| ` ` ` ` ` ` ` ` ` ` ` ` ` ` ` ` ` ` ` ` ` ` ` ` ` ` ` ` ` |
| ` ` ` ` ` ` `((ab)(ac)) ` ` = ` ` a((b)(c)) ` ` ` ` ` ` ` |
| ` ` ` ` ` ` ` ` ` ` ` ` ` ` ` ` ` ` ` ` ` ` ` ` ` ` ` ` ` |
o-----------------------------------------------------------o
| Axioma J_2.` Distribuir <--- | ---> Coletar` ` ` ` ` ` `  |
o-----------------------------------------------------------o
```

Aqui está uma forma de ler os axiomas sob interpretação entitativa:
| I1  | verdadeiro ou verdadeiro | = | verdadeiro   |
| I2  | não verdadeiro           | = | falso        |
| J1  | a ou não a               | = | verdadeiro   |
| J2. | [a ou b] e [a ou c]      | = | a ou [b e c] |

Uma forma de ler os aximas sob interpretação existencial:
| I1 | falso e falso      | = | falso        |
| I2 | não falso          | = | verdadeiro   |
| J1 | a e não a          | = | falso        |
| J2 | [a e b] ou [a e c] | = | a e [b ou c] |

Todos os axiomas nesse conjunto têm a forma de equações. Isso significa que todos passos de inferência que ele permitem são reversíveis. O esquema de notação de prova empregado abaixo, faz uso de uma barra dobrada "=====" para marcar este fato, embora será frequentemente deixado ao leitor a decisão com relação as duas possibilidades de direcionamento do axioma indicado.

### Teoremas frequentemente usados
O trabalho relacionado a provas é um afazer mais estratégico de que simples chamadas de regras de inferência podem sugerir. Parte disso se da pelo fato das marcas habituais de regras de inferência combina o movimento adiante de um estado com a perda de informação ao longo do caminho que não aparenta ser relevante no naquele instante, pelo menos não com vista no foco local e nos passos momentâneos do procedimento de prova em questão. No geral, isso tem um efeito colateral de sempre termos que reconstruir estrategicamente muitas das informações outrora esquecidas em passo mais adiante da prova.
Esta é apenas uma das razões pela qual pode ser muito instrutivo estudar regras de inferências de equações no âmbito o qual os nossos axiomas a pouco proveram. Embora equações sejam comuns da matemática, elas são menos familiares aos estudantes de lógica, os quais deveram encontrar uma surpresa aqui.
A fim de obtermos uma experiência mínima em como as sintaxes de provas de equações se apresentam , vamos examinar algumas provas de teoremas essenciais na álgebra primária.

#### C1. Teorema da dupla negação
O primeiro teorema foi chamado de Conseqüência 1 (C1), o teorema da dupla negação (DNT – Double Negation Theorem), ou reflexão.
```
o-----------------------------------------------------------o
| C_1.` Teorema da dupla negação ` ` ` ` ` ` ` ` ` ` ` ` `  |
o-----------------------------------------------------------o
| ` ` ` ` ` ` ` ` ` ` ` ` ` ` ` ` ` ` ` ` ` ` ` ` ` ` ` ` ` |
| ` ` ` ` ` ` ` ` ` a ` ` ` ` ` ` ` ` ` ` ` ` ` ` ` ` ` ` ` |
| ` ` ` ` ` ` ` ` ` o ` ` ` ` ` ` ` ` ` ` ` ` ` ` ` ` ` ` ` |
| ` ` ` ` ` ` ` ` ` | ` ` ` ` ` ` ` ` ` ` ` ` ` ` ` ` ` ` ` |
| ` ` ` ` ` ` ` ` ` o ` ` ` ` ` ` ` ` ` ` ` ` ` ` ` ` ` ` ` |
| ` ` ` ` ` ` ` ` ` | ` ` ` ` ` ` ` ` ` a ` ` ` ` ` ` ` ` ` |
| ` ` ` ` ` ` ` ` ` O ` ` ` ` = ` ` ` ` O ` ` ` ` ` ` ` ` ` |
| ` ` ` ` ` ` ` ` ` ` ` ` ` ` ` ` ` ` ` ` ` ` ` ` ` ` ` ` ` |
o-----------------------------------------------------------o
| ` ` ` ` ` ` ` ` ` ` ` ` ` ` ` ` ` ` ` ` ` ` ` ` ` ` ` ` ` |
| ` ` ` ` ` ` ` ` ((a)) ` ` ` = ` ` ` ` a ` ` ` ` ` ` ` ` ` |
| ` ` ` ` ` ` ` ` ` ` ` ` ` ` ` ` ` ` ` ` ` ` ` ` ` ` ` ` ` |
o-----------------------------------------------------------o
| ` ` ` ` ` ` ` Refletir <---- | ----> Refletir ` ` ` ` ` ` |
o-----------------------------------------------------------o
```

A prova seguinte foi adaptada da prova dada por George Spencer Brown no seu livro Leis da Forma (LOF – Laws of Form), e atribuída a dois de seus estudantes, John Dawes e D. A. Utting.
```
o-----------------------------------------------------------o 
| C_1.` Teorema da dupla negação.` Prova.` ` ` ` ` ` ` `  ` |
o-----------------------------------------------------------o
| ` ` ` ` ` ` ` ` ` ` ` ` ` ` ` ` ` ` ` ` ` ` ` ` ` ` ` ` ` |
| ` ` ` ` ` a o ` ` ` ` ` ` ` ` ` ` ` ` ` ` ` ` ` ` ` ` ` ` |
| ` ` ` ` ` ` `\` ` ` ` ` ` ` ` ` ` ` ` ` ` ` ` ` ` ` ` ` ` |
| ` ` ` ` ` ` ` \ ` ` ` ` ` ` ` ` ` ` ` ` ` ` ` ` ` ` ` ` ` |
| ` ` ` ` ` ` ` `o` ` ` ` ` ` ` ` ` ` ` ` ` ` ` ` ` ` ` ` ` |
| ` ` ` ` ` ` ` ` \ ` ` ` ` ` ` ` ` ` ` ` ` ` ` ` ` ` ` ` ` |
| ` ` ` ` ` ` ` ` `\` ` ` ` ` ` ` ` ` ` ` ` ` ` ` ` ` ` ` ` |
| ` ` ` ` ` ` ` ` ` O ` ` ` ` ` ` ` ` ` ` ` ` ` ` ` ` ` ` ` |
| ` ` ` ` ` ` ` ` ` ` ` ` ` ` ` ` ` ` ` ` ` ` ` ` ` ` ` ` ` |
o=============================< I_2. Desdobrar "(())" >=====o
| ` ` ` ` ` ` ` ` ` ` ` ` ` ` ` ` ` ` ` ` ` ` ` ` ` ` ` ` ` |
| ` ` ` ` ` a o ` ` ` ` ` o ` ` ` ` ` ` ` ` ` ` ` ` ` ` ` ` |
| ` ` ` ` ` ` `\` ` ` ` `/` ` ` ` ` ` ` ` ` ` ` ` ` ` ` ` ` |
| ` ` ` ` ` ` ` \ ` ` ` / ` ` ` ` ` ` ` ` ` ` ` ` ` ` ` ` ` |
| ` ` ` ` ` ` ` `o` ` `o` ` ` ` ` ` ` ` ` ` ` ` ` ` ` ` ` ` |
| ` ` ` ` ` ` ` ` \ ` / ` ` ` ` ` ` ` ` ` ` ` ` ` ` ` ` ` ` |
| ` ` ` ` ` ` ` ` `\`/` ` ` ` ` ` ` ` ` ` ` ` ` ` ` ` ` ` ` |
| ` ` ` ` ` ` ` ` ` O ` ` ` ` ` ` ` ` ` ` ` ` ` ` ` ` ` ` ` |
| ` ` ` ` ` ` ` ` ` ` ` ` ` ` ` ` ` ` ` ` ` ` ` ` ` ` ` ` ` |
o=============================< J_1. Inserir "(a)" >========o
| ` ` ` ` ` ` ` ` ` ` ` ` ` ` ` ` ` ` ` ` ` ` ` ` ` ` ` ` ` |
| ` ` ` ` ` ` ` ` ` ` ` ` `a o` ` ` ` ` ` ` ` ` ` ` ` ` ` ` |
| ` ` ` ` ` ` ` ` ` ` ` ` ` / ` ` ` ` ` ` ` ` ` ` ` ` ` ` ` |
| ` ` ` ` ` ` ` ` ` ` ` ` `/` ` ` ` ` ` ` ` ` ` ` ` ` ` ` ` |
| ` ` ` ` ` a o ` a o ` ` o ` ` ` ` ` ` ` ` ` ` ` ` ` ` ` ` |
| ` ` ` ` ` ` `\` ` `\` `/` ` ` ` ` ` ` ` ` ` ` ` ` ` ` ` ` |
| ` ` ` ` ` ` ` \ ` ` \ / ` ` ` ` ` ` ` ` ` ` ` ` ` ` ` ` ` |
| ` ` ` ` ` ` ` `o` ` `o` ` ` ` ` ` ` ` ` ` ` ` ` ` ` ` ` ` |
| ` ` ` ` ` ` ` ` \ ` / ` ` ` ` ` ` ` ` ` ` ` ` ` ` ` ` ` ` |
| ` ` ` ` ` ` ` ` `\`/` ` ` ` ` ` ` ` ` ` ` ` ` ` ` ` ` ` ` |
| ` ` ` ` ` ` ` ` ` O ` ` ` ` ` ` ` ` ` ` ` ` ` ` ` ` ` ` ` |
| ` ` ` ` ` ` ` ` ` ` ` ` ` ` ` ` ` ` ` ` ` ` ` ` ` ` ` ` ` |
o=============================< J_2. Distribuir "((a))" >===o
| ` ` ` ` ` ` ` ` ` ` ` ` ` ` ` ` ` ` ` ` ` ` ` ` ` ` ` ` ` |
| ` ` ` ` ` a o ` a o ` ` ` ` ` ` ` ` ` ` ` ` ` ` ` ` ` ` ` |
| ` ` ` ` ` ` `\` ` `\` ` ` ` ` ` ` ` ` ` ` ` ` ` ` ` ` ` ` |
| ` ` ` ` ` ` ` \ ` ` \ ` ` ` ` ` ` ` ` ` ` ` ` ` ` ` ` ` ` |
| ` ` ` ` ` ` ` `o` ` `o` `a o` ` ` ` ` ` ` ` ` ` ` ` ` ` ` |
| ` ` ` ` ` ` ` ` \ ` ` \ ` / ` ` ` ` ` ` ` ` ` ` ` ` ` ` ` |
| ` ` ` ` ` ` ` ` `\` ` `\`/` ` ` ` ` ` ` ` ` ` ` ` ` ` ` ` |
| ` ` ` ` ` ` ` ` a o ` ` o ` ` ` ` ` ` ` ` ` ` ` ` ` ` ` ` |
| ` ` ` ` ` ` ` ` ` `\` `/` ` ` ` ` ` ` ` ` ` ` ` ` ` ` ` ` |
| ` ` ` ` ` ` ` ` ` ` \ / ` ` ` ` ` ` ` ` ` ` ` ` ` ` ` ` ` |
| ` ` ` ` ` ` ` ` ` ` `o` ` ` ` ` ` ` ` ` ` ` ` ` ` ` ` ` ` |
| ` ` ` ` ` ` ` ` ` ` / ` ` ` ` ` ` ` ` ` ` ` ` ` ` ` ` ` ` |
| ` ` ` ` ` ` ` ` ` `/` ` ` ` ` ` ` ` ` ` ` ` ` ` ` ` ` ` ` |
| ` ` ` ` ` ` ` ` ` O ` ` ` ` ` ` ` ` ` ` ` ` ` ` ` ` ` ` ` |
| ` ` ` ` ` ` ` ` ` ` ` ` ` ` ` ` ` ` ` ` ` ` ` ` ` ` ` ` ` |
o=============================< J_1. Apagar "(a)" >=========o
| ` ` ` ` ` ` ` ` ` ` ` ` ` ` ` ` ` ` ` ` ` ` ` ` ` ` ` ` ` |
| ` ` ` ` ` a o ` ` ` ` ` ` ` ` ` ` ` ` ` ` ` ` ` ` ` ` ` ` |
| ` ` ` ` ` ` `\` ` ` ` ` ` ` ` ` ` ` ` ` ` ` ` ` ` ` ` ` ` |
| ` ` ` ` ` ` ` \ ` ` ` ` ` ` ` ` ` ` ` ` ` ` ` ` ` ` ` ` ` |
| ` ` ` ` ` ` ` `o` ` `o` ` ` ` ` ` ` ` ` ` ` ` ` ` ` ` ` ` |
| ` ` ` ` ` ` ` ` \ ` ` \ ` ` ` ` ` ` ` ` ` ` ` ` ` ` ` ` ` |
| ` ` ` ` ` ` ` ` `\` ` `\` ` ` ` ` ` ` ` ` ` ` ` ` ` ` ` ` |
| ` ` ` ` ` ` ` ` a o ` ` o ` ` ` ` ` ` ` ` ` ` ` ` ` ` ` ` |
| ` ` ` ` ` ` ` ` ` `\` `/` ` ` ` ` ` ` ` ` ` ` ` ` ` ` ` ` |
| ` ` ` ` ` ` ` ` ` ` \ / ` ` ` ` ` ` ` ` ` ` ` ` ` ` ` ` ` |
| ` ` ` ` ` ` ` ` ` ` `o` ` ` ` ` ` ` ` ` ` ` ` ` ` ` ` ` ` |
| ` ` ` ` ` ` ` ` ` ` / ` ` ` ` ` ` ` ` ` ` ` ` ` ` ` ` ` ` |
| ` ` ` ` ` ` ` ` ` `/` ` ` ` ` ` ` ` ` ` ` ` ` ` ` ` ` ` ` |
| ` ` ` ` ` ` ` ` ` O ` ` ` ` ` ` ` ` ` ` ` ` ` ` ` ` ` ` ` |
| ` ` ` ` ` ` ` ` ` ` ` ` ` ` ` ` ` ` ` ` ` ` ` ` ` ` ` ` ` |
o=============================< J_1. Inserir "a" >==========o
| ` ` ` ` ` ` ` ` ` ` ` ` ` ` ` ` ` ` ` ` ` ` ` ` ` ` ` ` ` |
| ` ` ` ` ` a o ` ` ` ` ` ` ` ` ` ` ` ` ` ` ` ` ` ` ` ` ` ` |
| ` ` ` ` ` ` `\` ` ` ` ` ` ` ` ` ` ` ` ` ` ` ` ` ` ` ` ` ` |
| ` ` ` ` ` ` ` \ ` ` ` ` ` ` ` ` ` ` ` ` ` ` ` ` ` ` ` ` ` |
| ` ` ` ` ` ` ` `o` ` `o a` ` ` ` ` ` ` ` ` ` ` ` ` ` ` ` ` |
| ` ` ` ` ` ` ` ` \ ` ` \ ` ` ` ` ` ` ` ` ` ` ` ` ` ` ` ` ` |
| ` ` ` ` ` ` ` ` `\` ` `\` ` ` ` ` ` ` ` ` ` ` ` ` ` ` ` ` |
| ` ` ` ` ` ` ` ` a o ` ` o a ` ` ` ` ` ` ` ` ` ` ` ` ` ` ` |
| ` ` ` ` ` ` ` ` ` `\` `/` ` ` ` ` ` ` ` ` ` ` ` ` ` ` ` ` |
| ` ` ` ` ` ` ` ` ` ` \ / ` ` ` ` ` ` ` ` ` ` ` ` ` ` ` ` ` |
| ` ` ` ` ` ` ` ` ` ` `o` ` ` ` ` ` ` ` ` ` ` ` ` ` ` ` ` ` |
| ` ` ` ` ` ` ` ` ` ` / ` ` ` ` ` ` ` ` ` ` ` ` ` ` ` ` ` ` |
| ` ` ` ` ` ` ` ` ` `/` ` ` ` ` ` ` ` ` ` ` ` ` ` ` ` ` ` ` |
| ` ` ` ` ` ` ` ` ` O ` ` ` ` ` ` ` ` ` ` ` ` ` ` ` ` ` ` ` |
| ` ` ` ` ` ` ` ` ` ` ` ` ` ` ` ` ` ` ` ` ` ` ` ` ` ` ` ` ` |
o=============================< J_2. Coletar "a" >==========o
| ` ` ` ` ` ` ` ` ` ` ` ` ` ` ` ` ` ` ` ` ` ` ` ` ` ` ` ` ` |
| ` ` ` ` ` a o ` ` ` ` ` ` ` ` ` ` ` ` ` ` ` ` ` ` ` ` ` ` |
| ` ` ` ` ` ` `\` ` ` ` ` ` ` ` ` ` ` ` ` ` ` ` ` ` ` ` ` ` | 
| ` ` ` ` ` ` ` \ ` ` ` ` ` ` ` ` ` ` ` ` ` ` ` ` ` ` ` ` ` |
| ` ` ` ` ` ` ` `o` ` `o a` ` ` ` ` ` ` ` ` ` ` ` ` ` ` ` ` |
| ` ` ` ` ` ` ` ` \ ` ` \ ` ` ` ` ` ` ` ` ` ` ` ` ` ` ` ` ` |
| ` ` ` ` ` ` ` ` `\` ` `\` ` ` ` ` ` ` ` ` ` ` ` ` ` ` ` ` |
| ` ` ` ` ` ` ` ` ` o ` ` o ` ` ` ` ` ` ` ` ` ` ` ` ` ` ` ` |
| ` ` ` ` ` ` ` ` ` `\` `/` ` ` ` ` ` ` ` ` ` ` ` ` ` ` ` ` |
| ` ` ` ` ` ` ` ` ` ` \ / ` ` ` ` ` ` ` ` ` ` ` ` ` ` ` ` ` |
| ` ` ` ` ` ` ` ` ` ` `o` ` ` ` ` ` ` ` ` ` ` ` ` ` ` ` ` ` |
| ` ` ` ` ` ` ` ` ` ` / ` ` ` ` ` ` ` ` ` ` ` ` ` ` ` ` ` ` |
| ` ` ` ` ` ` ` ` ` `/` ` ` ` ` ` ` ` ` ` ` ` ` ` ` ` ` ` ` |
| ` ` ` ` ` ` ` ` a O ` ` ` ` ` ` ` ` ` ` ` ` ` ` ` ` ` ` ` |
| ` ` ` ` ` ` ` ` ` ` ` ` ` ` ` ` ` ` ` ` ` ` ` ` ` ` ` ` ` |
o=============================< J_1. Apagar "((a))" >=======o
| ` ` ` ` ` ` ` ` ` ` ` ` ` ` ` ` ` ` ` ` ` ` ` ` ` ` ` ` ` |
| ` ` ` ` ` ` ` ` ` o ` ` ` ` ` ` ` ` ` ` ` ` ` ` ` ` ` ` ` |
| ` ` ` ` ` ` ` ` ` `\` ` ` ` ` ` ` ` ` ` ` ` ` ` ` ` ` ` ` |
| ` ` ` ` ` ` ` ` ` ` \ ` ` ` ` ` ` ` ` ` ` ` ` ` ` ` ` ` ` |
| ` ` ` ` ` ` ` ` ` ` `o` ` ` ` ` ` ` ` ` ` ` ` ` ` ` ` ` ` |
| ` ` ` ` ` ` ` ` ` ` / ` ` ` ` ` ` ` ` ` ` ` ` ` ` ` ` ` ` |
| ` ` ` ` ` ` ` ` ` `/` ` ` ` ` ` ` ` ` ` ` ` ` ` ` ` ` ` ` |
| ` ` ` ` ` ` ` ` a O ` ` ` ` ` ` ` ` ` ` ` ` ` ` ` ` ` ` ` |
| ` ` ` ` ` ` ` ` ` ` ` ` ` ` ` ` ` ` ` ` ` ` ` ` ` ` ` ` ` |
o=============================< I_2. Redobrar "(())" >======o
| ` ` ` ` ` ` ` ` ` ` ` ` ` ` ` ` ` ` ` ` ` ` ` ` ` ` ` ` ` |
| ` ` ` ` ` ` ` ` ` a ` ` ` ` ` ` ` ` ` ` ` ` ` ` ` ` ` ` ` |
| ` ` ` ` ` ` ` ` ` O ` ` ` ` ` ` ` ` ` ` ` ` ` ` ` ` ` ` ` |
| ` ` ` ` ` ` ` ` ` ` ` ` ` ` ` ` ` ` ` ` ` ` ` ` ` ` ` ` ` |
o=============================< QED >=======================o
```

#### C2. Teorema da geração
Um teorema de uso freqüente tem o apelido de "teorema da planta e semente" (WAST). A prova é um exercício na indução matemática, uma vez que uma base apropriada é colocada, estará deixada como um exercício para o leitor. O que o WAST diz é que uma etiqueta pode livremente ser distribuída ou livremente apagado (retraído ou retirado) em qualquer lugar em um sub-arvore cuja raiz seja marcada com essa etiqueta. O segundo em nossa lista de teoremas freqüentemente usados é o exemplo baixo deste teorema da planta e semente. Em LOF, vai pelo nome da "conseqüência 2" (C2), ou pela "geração".
```
o-----------------------------------------------------------o
| C_2.` Teorema da geração` ` ` ` ` ` ` ` ` ` ` ` ` ` ` ` ` |
o-----------------------------------------------------------o
| ` ` ` ` ` ` ` ` ` ` ` ` ` ` ` ` ` ` ` ` ` ` ` ` ` ` ` ` ` |
| ` ` ` ` ` ` ` ` b o ` ` ` ` ` ` ` ` a o b ` ` ` ` ` ` ` ` |
| ` ` ` ` ` ` ` ` ` | ` ` ` ` ` ` ` ` ` | ` ` ` ` ` ` ` ` ` |
| ` ` ` ` ` ` ` ` a O ` ` ` ` = ` ` ` a O ` ` ` ` ` ` ` ` ` |
| ` ` ` ` ` ` ` ` ` ` ` ` ` ` ` ` ` ` ` ` ` ` ` ` ` ` ` ` ` |
o-----------------------------------------------------------o
| ` ` ` ` ` ` ` ` ` ` ` ` ` ` ` ` ` ` ` ` ` ` ` ` ` ` ` ` ` |
| ` ` ` ` ` ` ` ` a(b)` ` ` ` = ` ` ` a(ab) ` ` ` ` ` ` ` ` |
| ` ` ` ` ` ` ` ` ` ` ` ` ` ` ` ` ` ` ` ` ` ` ` ` ` ` ` ` ` |
o-----------------------------------------------------------o
| ` ` ` ` ` `Degenerar <---- | ----> Recuperar  ` ` ` ` ` ` |
o-----------------------------------------------------------o
```

Aqui esta a prova do Teorema da Geração.
```
o-----------------------------------------------------------o
| C_2.` Teorema da Geração. `Prova. ` ` ` ` ` ` ` ` ` ` ` ` |
o-----------------------------------------------------------o
| ` ` ` ` ` ` ` ` ` ` ` ` ` ` ` ` ` ` ` ` ` ` ` ` ` ` ` ` ` |
| ` ` ` ` ` ` ` ` b o ` ` ` ` ` ` ` ` ` ` ` ` ` ` ` ` ` ` ` |
| ` ` ` ` ` ` ` ` ` | ` ` ` ` ` ` ` ` ` ` ` ` ` ` ` ` ` ` ` |
| ` ` ` ` ` ` ` ` a O ` ` ` ` ` ` ` ` ` ` ` ` ` ` ` ` ` ` ` |
| ` ` ` ` ` ` ` ` ` ` ` ` ` ` ` ` ` ` ` ` ` ` ` ` ` ` ` ` ` |
o=============================< C1. Refletir "a(b)" >=======o
| ` ` ` ` ` ` ` ` ` ` ` ` ` ` ` ` ` ` ` ` ` ` ` ` ` ` ` ` ` |
| ` ` ` ` ` ` ` ` b o ` ` ` ` ` ` ` ` ` ` ` ` ` ` ` ` ` ` ` |
| ` ` ` ` ` ` ` ` ` | ` ` ` ` ` ` ` ` ` ` ` ` ` ` ` ` ` ` ` |
| ` ` ` ` ` ` ` ` a o ` ` ` ` ` ` ` ` ` ` ` ` ` ` ` ` ` ` ` |
| ` ` ` ` ` ` ` ` ` | ` ` ` ` ` ` ` ` ` ` ` ` ` ` ` ` ` ` ` |
| ` ` ` ` ` ` ` ` ` o ` ` ` ` ` ` ` ` ` ` ` ` ` ` ` ` ` ` ` |
| ` ` ` ` ` ` ` ` ` | ` ` ` ` ` ` ` ` ` ` ` ` ` ` ` ` ` ` ` |
| ` ` ` ` ` ` ` ` ` O ` ` ` ` ` ` ` ` ` ` ` ` ` ` ` ` ` ` ` |
| ` ` ` ` ` ` ` ` ` ` ` ` ` ` ` ` ` ` ` ` ` ` ` ` ` ` ` ` ` |
o=============================< I2. Desdobrar "(())" >======o
| ` ` ` ` ` ` ` ` ` ` ` ` ` ` ` ` ` ` ` ` ` ` ` ` ` ` ` ` ` |
| ` ` ` ` ` ` ` ` b o ` o ` ` ` ` ` ` ` ` ` ` ` ` ` ` ` ` ` |
| ` ` ` ` ` ` ` ` ` | `/` ` ` ` ` ` ` ` ` ` ` ` ` ` ` ` ` ` |
| ` ` ` ` ` ` ` ` a o o ` ` ` ` ` ` ` ` ` ` ` ` ` ` ` ` ` ` |
| ` ` ` ` ` ` ` ` ` |/` ` ` ` ` ` ` ` ` ` ` ` ` ` ` ` ` ` ` |
| ` ` ` ` ` ` ` ` ` o ` ` ` ` ` ` ` ` ` ` ` ` ` ` ` ` ` ` ` |
| ` ` ` ` ` ` ` ` ` | ` ` ` ` ` ` ` ` ` ` ` ` ` ` ` ` ` ` ` |
| ` ` ` ` ` ` ` ` ` O ` ` ` ` ` ` ` ` ` ` ` ` ` ` ` ` ` ` ` |
| ` ` ` ` ` ` ` ` ` ` ` ` ` ` ` ` ` ` ` ` ` ` ` ` ` ` ` ` ` |
o=============================< J1. Inserir "a" >===========o
| ` ` ` ` ` ` ` ` ` ` ` ` ` ` ` ` ` ` ` ` ` ` ` ` ` ` ` ` ` |
| ` ` ` ` ` ` ` ` b o ` o a ` ` ` ` ` ` ` ` ` ` ` ` ` ` ` ` |
| ` ` ` ` ` ` ` ` ` | `/` ` ` ` ` ` ` ` ` ` ` ` ` ` ` ` ` ` |
| ` ` ` ` ` ` ` ` a o o a ` ` ` ` ` ` ` ` ` ` ` ` ` ` ` ` ` |
| ` ` ` ` ` ` ` ` ` |/` ` ` ` ` ` ` ` ` ` ` ` ` ` ` ` ` ` ` |
| ` ` ` ` ` ` ` ` ` o ` ` ` ` ` ` ` ` ` ` ` ` ` ` ` ` ` ` ` |
| ` ` ` ` ` ` ` ` ` | ` ` ` ` ` ` ` ` ` ` ` ` ` ` ` ` ` ` ` |
| ` ` ` ` ` ` ` ` ` O ` ` ` ` ` ` ` ` ` ` ` ` ` ` ` ` ` ` ` |
| ` ` ` ` ` ` ` ` ` ` ` ` ` ` ` ` ` ` ` ` ` ` ` ` ` ` ` ` ` |
o=============================< J2. Coletar "a" >===========o
| ` ` ` ` ` ` ` ` ` ` ` ` ` ` ` ` ` ` ` ` ` ` ` ` ` ` ` ` ` |
| ` ` ` ` ` ` ` ` b o ` o a ` ` ` ` ` ` ` ` ` ` ` ` ` ` ` ` |
| ` ` ` ` ` ` ` ` ` | `/` ` ` ` ` ` ` ` ` ` ` ` ` ` ` ` ` ` |
| ` ` ` ` ` ` ` ` ` o o ` ` ` ` ` ` ` ` ` ` ` ` ` ` ` ` ` ` |
| ` ` ` ` ` ` ` ` ` |/` ` ` ` ` ` ` ` ` ` ` ` ` ` ` ` ` ` ` |
| ` ` ` ` ` ` ` ` ` o ` ` ` ` ` ` ` ` ` ` ` ` ` ` ` ` ` ` ` |
| ` ` ` ` ` ` ` ` ` | ` ` ` ` ` ` ` ` ` ` ` ` ` ` ` ` ` ` ` |
| ` ` ` ` ` ` ` ` a O ` ` ` ` ` ` ` ` ` ` ` ` ` ` ` ` ` ` ` |
| ` ` ` ` ` ` ` ` ` ` ` ` ` ` ` ` ` ` ` ` ` ` ` ` ` ` ` ` ` |
o=============================< C1. Refletir "a", "b" >=====o
| ` ` ` ` ` ` ` ` ` ` ` ` ` ` ` ` ` ` ` ` ` ` ` ` ` ` ` ` ` |
| ` ` ` ` ` ` ` ` a o b ` ` ` ` ` ` ` ` ` ` ` ` ` ` ` ` ` ` |
| ` ` ` ` ` ` ` ` ` | ` ` ` ` ` ` ` ` ` ` ` ` ` ` ` ` ` ` ` |
| ` ` ` ` ` ` ` ` a O ` ` ` ` ` ` ` ` ` ` ` ` ` ` ` ` ` ` ` |
| ` ` ` ` ` ` ` ` ` ` ` ` ` ` ` ` ` ` ` ` ` ` ` ` ` ` ` ` ` |
o=============================< QED >=======================o
```

#### C3.  Teorema da forma dominante
O terceiro dos teoremas freqüentemente usados é o Spencer-Brown que serve como a conseqüência 3 (C3), ou integração. Uma melhor mnemônica pode ser o teorema da forma dominante.
```
o-----------------------------------------------------------o
| C_3.` Teorema da forma dominante` ` ` ` ` ` ` ` ` ` ` ` ` |
o-----------------------------------------------------------o
| ` ` ` ` ` ` ` ` ` ` ` ` ` ` ` ` ` ` ` ` ` ` ` ` ` ` ` ` ` |
| ` ` ` ` ` ` ` ` ` o ` ` ` ` ` ` ` ` ` o ` ` ` ` ` ` ` ` ` |
| ` ` ` ` ` ` ` ` ` | ` ` ` ` ` ` ` ` ` | ` ` ` ` ` ` ` ` ` |
| ` ` ` ` ` ` ` ` a O ` ` ` ` = ` ` ` ` O ` ` ` ` ` ` ` ` ` |
| ` ` ` ` ` ` ` ` ` ` ` ` ` ` ` ` ` ` ` ` ` ` ` ` ` ` ` ` ` |
o-----------------------------------------------------------o
| ` ` ` ` ` ` ` ` ` ` ` ` ` ` ` ` ` ` ` ` ` ` ` ` ` ` ` ` ` |
| ` ` ` ` ` ` ` ` a( )` ` ` ` = ` ` ` `( )` ` ` ` ` ` ` ` ` |
| ` ` ` ` ` ` ` ` ` ` ` ` ` ` ` ` ` ` ` ` ` ` ` ` ` ` ` ` ` |
o-----------------------------------------------------------o
| ` ` ` ` ` ` ` `Remarcar <---- | ----> Reacessar ` ` ` ` ` |
o-----------------------------------------------------------o
```

Esta é a prova do teorema da forma dominante.
```
o-----------------------------------------------------------o
| C_3.` Teorema da forma dominante.` Prova. ` ` ` ` ` ` ` ` |
o-----------------------------------------------------------o
| ` ` ` ` ` ` ` ` ` ` ` ` ` ` ` ` ` ` ` ` ` ` ` ` ` ` ` ` ` |
| ` ` ` ` ` ` ` ` ` o ` ` ` ` ` ` ` ` ` ` ` ` ` ` ` ` ` ` ` |
| ` ` ` ` ` ` ` ` ` | ` ` ` ` ` ` ` ` ` ` ` ` ` ` ` ` ` ` ` |
| ` ` ` ` ` ` ` ` a O ` ` ` ` ` ` ` ` ` ` ` ` ` ` ` ` ` ` ` |
| ` ` ` ` ` ` ` ` ` ` ` ` ` ` ` ` ` ` ` ` ` ` ` ` ` ` ` ` ` |
o=============================< C2. Recuperar "a" >=========o
| ` ` ` ` ` ` ` ` ` ` ` ` ` ` ` ` ` ` ` ` ` ` ` ` ` ` ` ` ` |
| ` ` ` ` ` ` ` ` a o ` ` ` ` ` ` ` ` ` ` ` ` ` ` ` ` ` ` ` |
| ` ` ` ` ` ` ` ` ` | ` ` ` ` ` ` ` ` ` ` ` ` ` ` ` ` ` ` ` |
| ` ` ` ` ` ` ` ` a O ` ` ` ` ` ` ` ` ` ` ` ` ` ` ` ` ` ` ` |
| ` ` ` ` ` ` ` ` ` ` ` ` ` ` ` ` ` ` ` ` ` ` ` ` ` ` ` ` ` |
o=============================< J1. Apagar "a" >============o
| ` ` ` ` ` ` ` ` ` ` ` ` ` ` ` ` ` ` ` ` ` ` ` ` ` ` ` ` ` |
| ` ` ` ` ` ` ` ` ` o ` ` ` ` ` ` ` ` ` ` ` ` ` ` ` ` ` ` ` |
| ` ` ` ` ` ` ` ` ` | ` ` ` ` ` ` ` ` ` ` ` ` ` ` ` ` ` ` ` |
| ` ` ` ` ` ` ` ` ` O ` ` ` ` ` ` ` ` ` ` ` ` ` ` ` ` ` ` ` |
| ` ` ` ` ` ` ` ` ` ` ` ` ` ` ` ` ` ` ` ` ` ` ` ` ` ` ` ` ` |
o=============================< QED >=======================o
```